# 聖母子 (マルティーニ)
『聖母子』（せいぼし、伊: Madonna col Bambino、英: Madonna and Chilid）は、シエナ派の国際ゴシック様式の画家シモーネ・マルティーニが1326年に板上にテンペラと金で制作した絵画である。1969年にロバート・レーマンによりニューヨークのメトロポリタン美術館に寄贈され、1975年以来、同美術館内のロバート・レーマン・コレクションに展示されている。本作は本来、シエナの市民政府が総督邸で使用するために注文した5連祭壇画を構成していたが、後年、パラッツォ・プブリコ (市民宮殿)内礼拝堂の大きな祭壇画 (Altarpiece of the Cappella dei Signori) に組み込まれた (1686年にこの祭壇画は解体された)。

## 作品
シモーネ・マルティーニは、聖母子を痛ましいほどの優しさで満たしている。聖母マリアと幼子イエス・キリストは蛇行するような聖母の外套に包まれ、お互いの衣服を握っている。イエスの右手の曲げられた指と、聖母の手首に押し当てられた彼の右足の裏側は、この時期としては驚くほど見事な前面短縮法で描かれており、それは画家の自然主義的描写における到達点を示している。
本作を含む5点の板絵は、上述のようにシエナの総督邸で使用するために委嘱された5連祭壇画を構成していた。これら5点の板絵は、左から右に『聖アンサヌス』 (メトロポリタン美術館)、『聖ペテロ』 (ティッセン＝ボルネミッサ美術館、マドリード)、本作『聖母子』、『聖アンデレ』 (メトロポリタン美術館)、『聖ルカ』 (J・ポール・ゲティ美術館、ロサンゼルス) の順に並んでいた。
5点の板絵は通常の祭壇画とは異なり、すべてが尖塔部分のない長方形で、それぞれに額縁があり、かつ同じサイズとなっている (伝統的なイタリアの祭壇画は、中央パネルが両翼パネルより3分の1ほど幅広い)。5点の板絵がつなぎ合わされた形跡はなく、そのため、6か月の任期の総督が時折、総督邸以外の建物を使用した際にも容易に持ち運ぶことができた。

## 祭壇画を構成していた5点

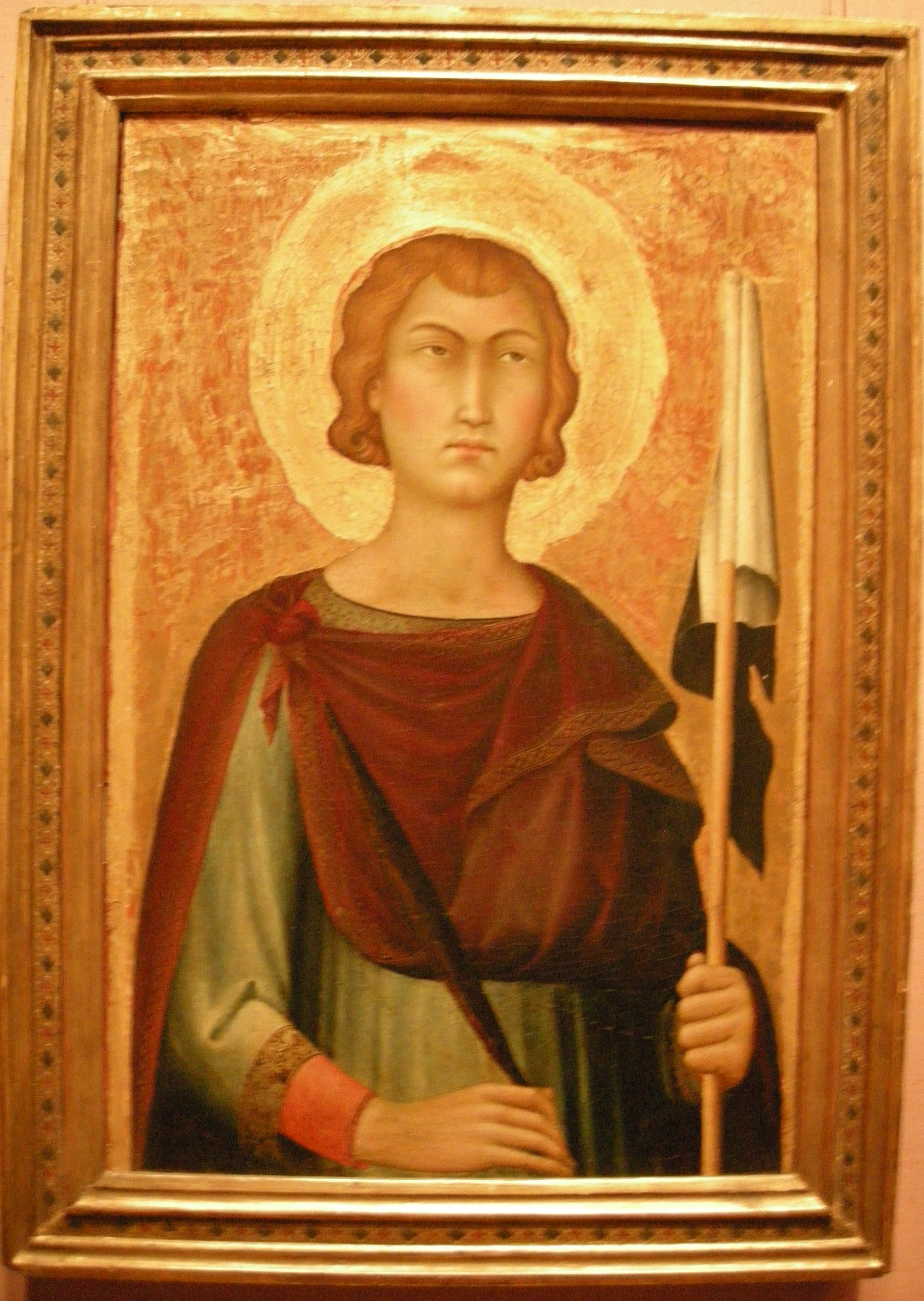
『聖アンサヌス』 (メトロポリタン美術館、ニューヨーク)
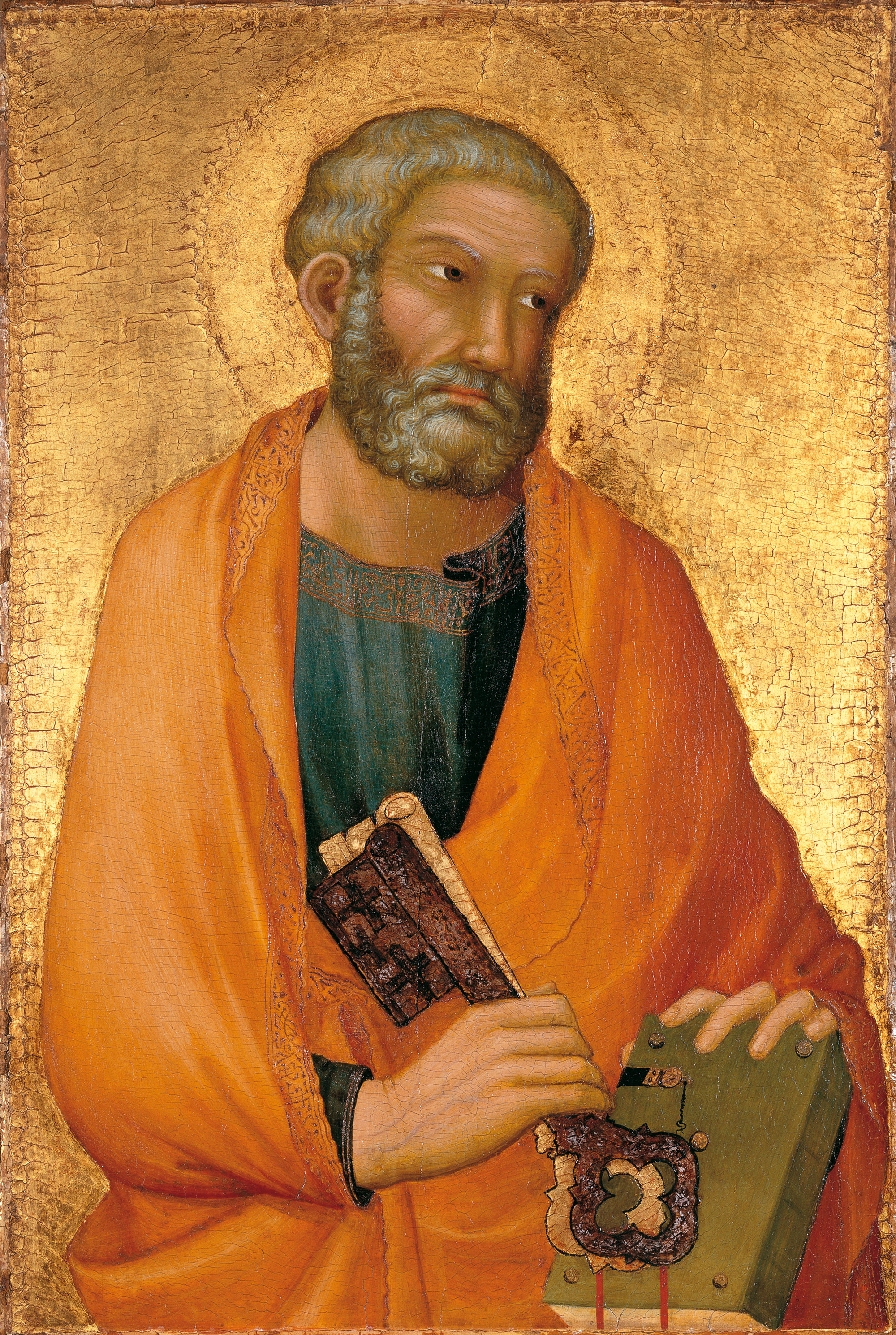
『聖ペテロ』 (ティッセン＝ボルネミッサ美術館、マドリード)
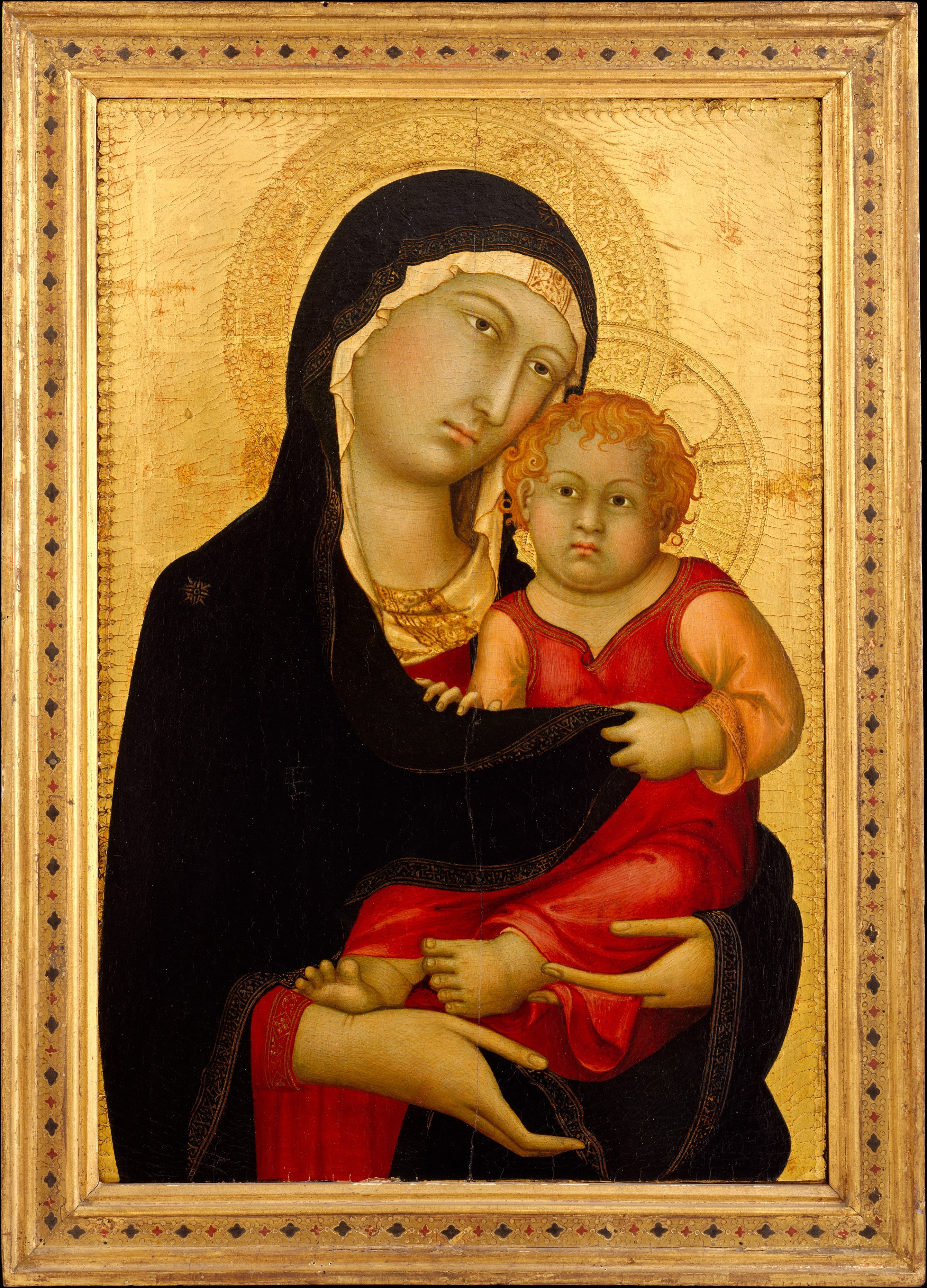
『聖母子』 (メトロポリタン美術館、ニューヨーク)
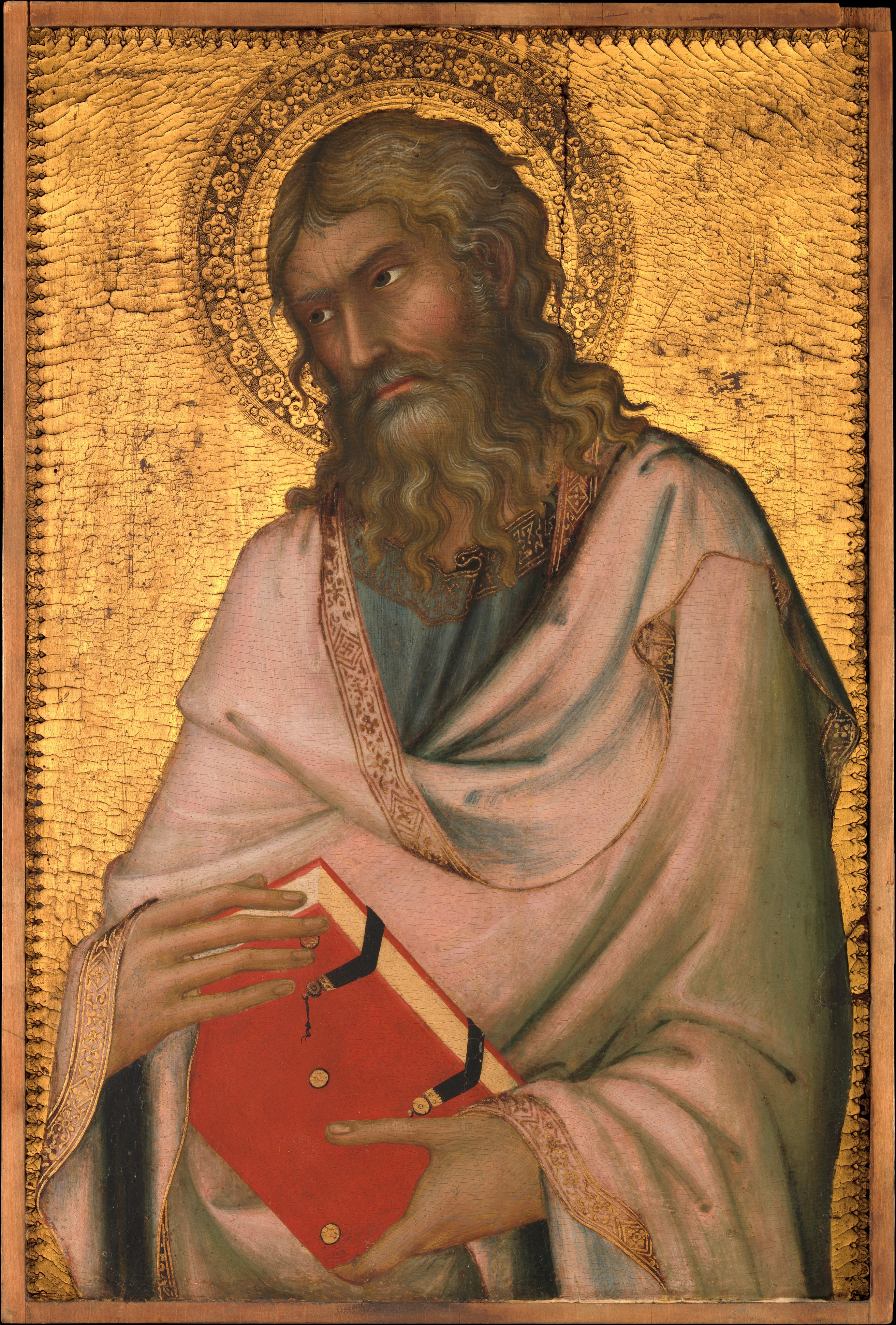
『聖アンデレ』 (メトロポリタン美術館、ニューヨーク)
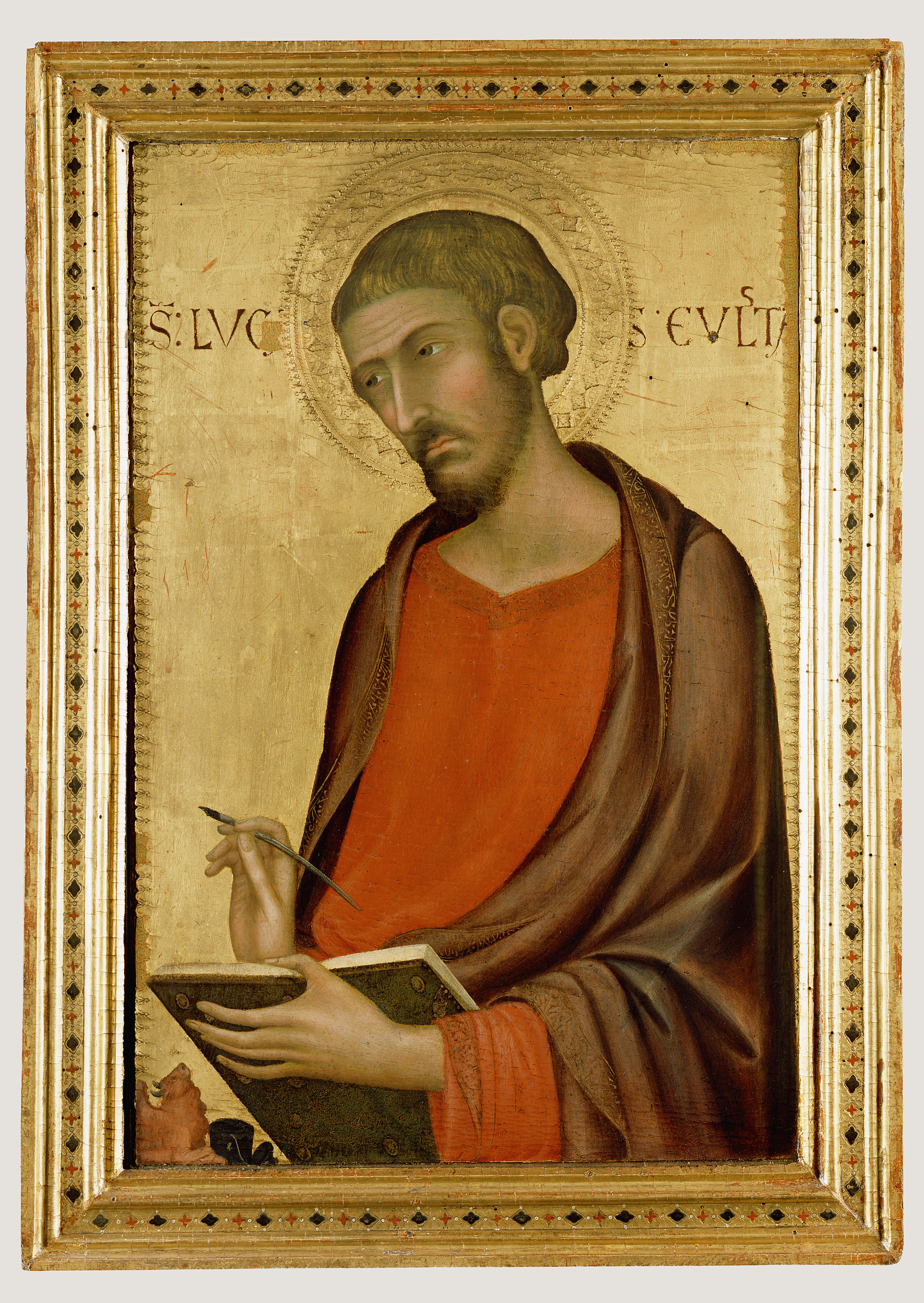
『聖ルカ』 (J・ポール・ゲティ美術館、ロサンゼルス)